# Aletta Jorritsma
Aletta Jorritsma, née le 17 mai 1989 à Tzummarum, est une rameuse néerlandaise.

## Palmarès

### Championnats d'Europe
- 2015, à Poznań ( Pologne)
  -  Médaille d'argent en Huit
- 2014, à Belgrade ( Serbie)
  -  Médaille de bronze en Deux de pointe